# دانیلو باکی
دانیلو باکی (انگلیسی: Danilo Bacchi؛ زادهٔ ۸ فوریهٔ ۱۹۸۳) بازیکن فوتبال اهل ایتالیا است.